# Walentyna Schewtschenko (Politikerin)
Walentyna Semeniwna Schewtschenko (ukrainisch Валенти́на Семе́нівна Шевче́нко, * 12. März 1935 in Krywyj Rih; † 3. Februar 2020) war eine ukrainische Politikerin. Sie war Präsidiumsvorsitzende des Obersten Sowjets der Ukrainischen Sozialistischen Sowjetrepublik und die einzige Frau, die dieses Amt innehatte.

## Biografie
Walentyna Semeniwna schloss ihr Studium an der Taras-Schewtschenko-Universität in Kiew ab. Von 1954 bis 1957 arbeitete sie als Geografie-Lehrerin. Von 1957 bis 1962 war sie Sekretärin der Komsomol in Krywyj Rih. Von 1969 bis 1972 war sie die stellvertretende Bildungsministerin der Ukrainischen SSR. Von 1972 bis 1975 war sie Präsidiumsvorsitzende der „Ukrainischen Gesellschaft für Freundschaft und kulturelle Beziehungen mit dem Ausland“. Von 1975 bis 1985 war sie stellvertretende Präsidiumsvorsitzende des Obersten Sowjets der Ukrainischen SSR. Vom 27. März 1985 bis zum 15. Mai 1990 war sie die Präsidiumsvorsitzende des Obersten Sowjets und damit die erste und einzige Frau, die dieses Amt jemals innehatte. Zuvor hatte sie das Amt bereits kommissarisch inne, nachdem ihr Vorgänger Oleksij Watschenko am 22. November 1984 gestorben war. In dieser Zeit war sie auch Mitglied des Politbüro der Kommunistischen Partei der Ukraine. Sie wurde nach der Nuklearkatastrophe von Tschernobyl eine der ersten politischen Führungspersonen, denen ein „Verbrechen gegen das sowjetische Volk“ vorgeworfen wurde. Sechs Jahre nach der Katastrophe begann die Generalstaatsanwaltschaft ein Strafverfahren gegen sie. Im Jahr 1989 lehnte sie es ab, die Oppositionspartei „Volksbewegung der Ukraine“ zu verbieten. Sie trat ein Jahr später freiwillig von ihrem Amt zurück. Damit war sie das einzige Parlamentsoberhaupt in der Geschichte des Obersten Sowjets der Ukraine, das sein Amt freiwillig niederlegte. In den 1990er Jahren wurde sie zur Ehrenvorsitzenden des Nationalfonds „Ukrainische Kinder“ ernannt.
Schewtschenko wurde durch einen Beschluss des Kiewer Stadtrates am 25. Mai 2005 zur Ehrenbürgerin der Stadt ernannt.